# Kamp Fullen

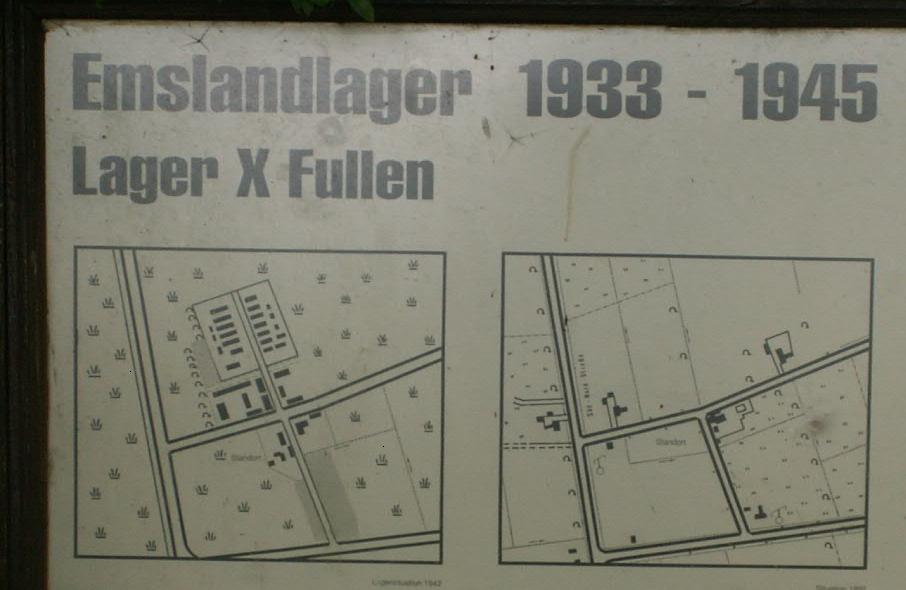
Plattegrond 1945 en 2010.

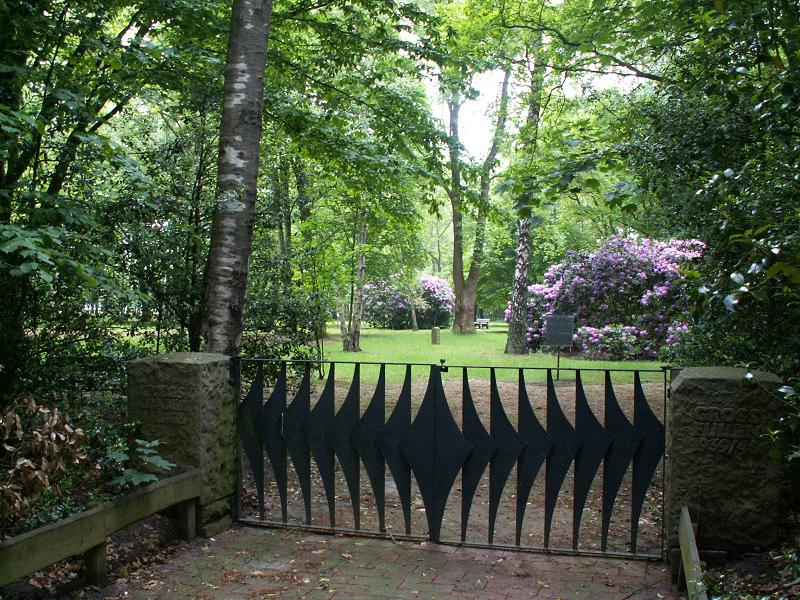
Begraafplaats Kamp Fullen

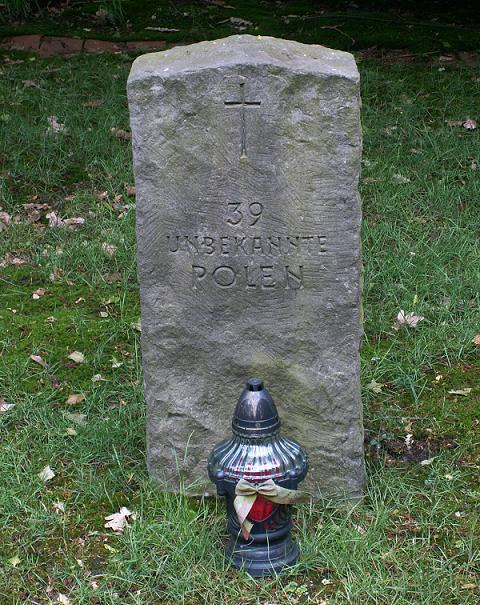
Pools monument.

Kamp Fullen (Duits: Lager X Fullen) was het tiende van de vijftien Emslandlager. Lager X was gelegen nabij het dorp Fullen dicht bij Meppen, ongeveer vijftien kilometer ten oosten van de Nederlandse plaats Emmen.

## Geschiedenis
Het kamp werd in 1938 in opdracht van de Reichsarbeitsdienst gebouwd. Aanvankelijk zaten er werkelozen, die stukken van het Emsland in cultuur brachten. In 1939 nam het Oberkommando der Wehrmacht (OKW) het kamp over. Deze liet het kamp verbouwen tot een strafinrichting voor 1000 personen. Direct na deze verbouwing werd een deel van het kamp afgebroken en verplaatst naar de Westwall. September 1938 verbleven er 1.200 gevangenen in het kamp. Oktober 1939 was dat aantal tot 800 teruggelopen. Vanaf september 1939 werden er ook krijgsgevangenen ondergebracht in het kamp. Aanvankelijk een erg klein aantal. In september 1941 kwamen er 1.700 gevangengenomen Sovjetsoldaten in Fullen aan. In de herfst van 1943 arriveerden ca. 1.200 Italiaanse krijgsgevangen. Kamp Fullen staat niet in de officiële Duitse lijst van concentratiekampen. Wel staat het bekend als onderdeel van Stalag VI B Meppen-Versen. Als Emslandlager wordt het kamp Lager X Fullen genoemd. In de laatste oorlogsjaren werd het kamp voornamelijk gebruikt als interneringskamp voor Italiaanse militairen.

## Omstandigheden
Evenals de door justitie veroordeelde gevangenen, moesten ook de krijgsgevangenen zware arbeid verrichtten in het veen. Ook werd er gewerkt in verschillende ambachtelijke bedrijven. Ook Fullen heeft met zijn zware arbeid, kommervolle leefomstandigheden en zware mishandelingen, vele doden onder zijn kampbewoners. In kamp Fullen stond een ziekenhuis dat het Italianenziekenhuis werd genoemd. In 1946 werd in Bergamo (It) onder de titel „Fullen – Il Campo Della Morte“ het boek van overlevende P. E. Ettore Accorsi met zijn herinneringen uitgegeven. De titel "Kamp des doods" schetst voldoende.

## Na de oorlog
April 1945 werd het kamp door de Polen bevrijd. Die hebben het kamp direct in brand gestoken.
Behalve een enkel bordje aan een lantaarnpaal is er daardoor niets van het kamp overgebleven. De kampbegraafplaats (Kriegsgräberstätte) is nu nog terug te vinden. Hier liggen 137 slachtoffers (voornamelijk uit de Sovjet-Unie) die bij naam bekend zijn en rond de 1.500 onbekende Sovjet-krijgsgevangenen. De 751 overleden Italiaanse militairen zijn overgebracht naar Italië of naar de Italiaanse erebegraafplaats in Hamburg-Öjendo.

## Dodental
In de vijftien Emslandlager hebben naar schatting 100.000 krijgsgevangenen en 80.000 politieke- en strafgevangenen moeten verblijven. Naar schatting zijn 30.000 van deze gevangenen in de Emslandlager vermoord. Voor het merendeel zijn dat Sovjet-krijgsgevangenen geweest. Deze liggen op negen begraafplaatsen en in massagraven begraven. Per kamp kan zowel qua inwonertal als ten aanzien van het dodental niets specifieks met zekerheid worden gezegd. Van de begraafplaatsen is voor een deel van de gevallen wel bekend hoeveel mensen er liggen en welke nationaliteit deze mensen hadden. Hoeveel van de 180.000 kamp bewoners de oorlog hebben overleefd is onbekend. Velen zijn later in andere kampen vermoord.

## Ontsnappingen
Soms moesten de gevangenen op enkele honderden meters van de Nederlandse grens werken. Regelmatig trachten de gevangenen de Nederlandse grens over te vluchten. Bij die vluchtpogingen werd er gericht op de gevangenen geschoten. Toch zijn er enige tientallen ontsnappingen gelukt. Maar Nederland stuurde de asielzoekers in de meeste gevallen terug. Vaak betekende dat alsnog de dood van de vluchteling. In enkele gevallen, die publieke aandacht trokken, werden asielzoekers niet naar Duitsland teruggestuurd, maar naar andere landen uitgewezen.